# John Faber
John Faber detto il Giovane (L'Aia, 1684 – Camden, 1756) è stato un incisore olandese.

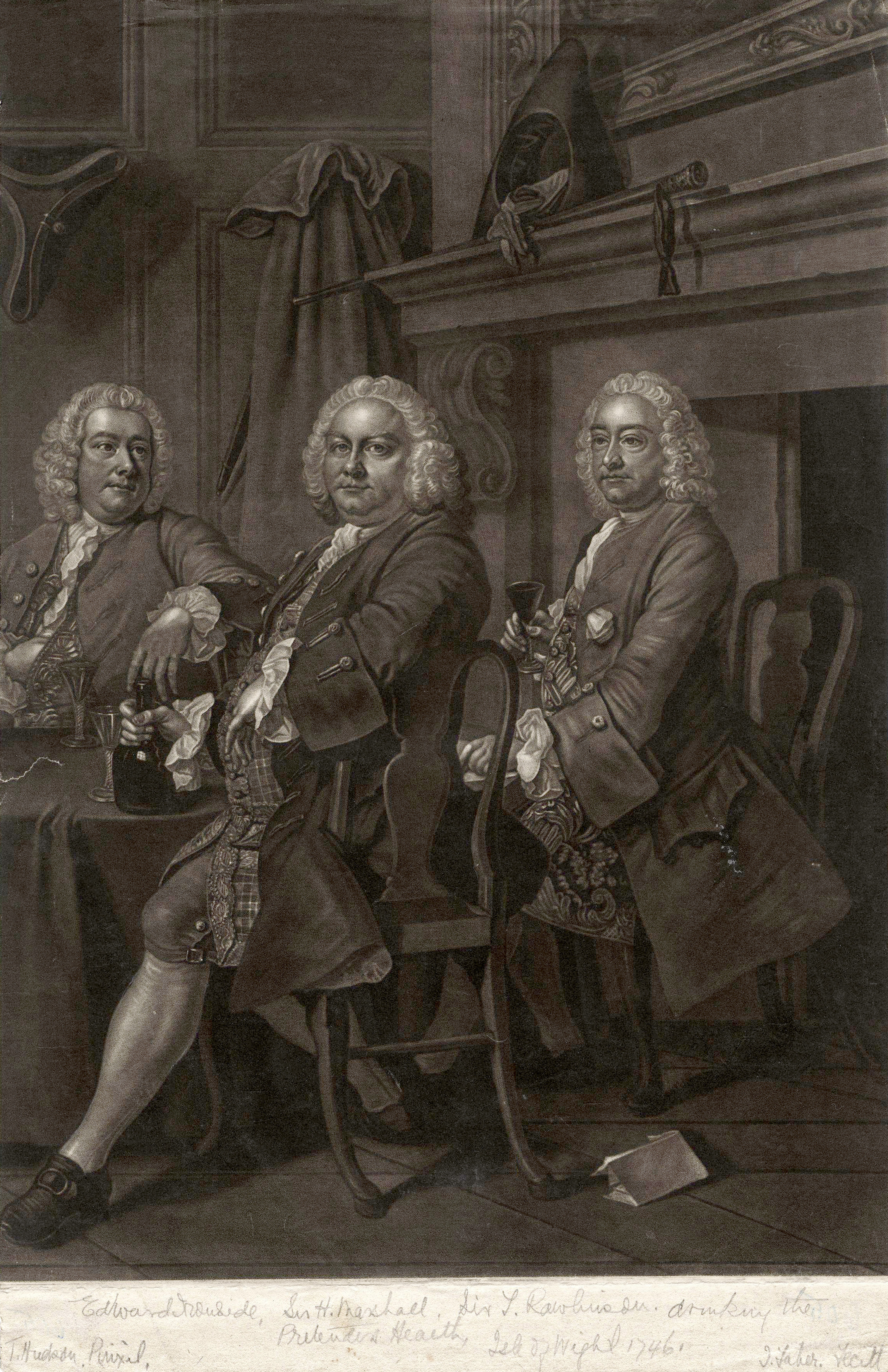
Benn's Club (Robert Alsop; William Benn; John Blashford) di John Faber

Figlio di un omonimo incisore, fu, come il padre John Faber detto il Vecchio, attivo a Londra, ove acquistò gran fama come incisore a maniera nera.